# A Man for All Seasons
A Man for All Seasons (bra: O Homem Que Não Vendeu Sua Alma; prt: Um Homem para a Eternidade) é um filme de drama biográfico britânico de 1966 dirigido por Fred Zinnemann. O roteiro, escrito por Robert Bolt, é baseado em peça de teatro de sua autoria. 
A Man for All Seasons foi refilmado em 1988 para a televisão, dirigido por Charlton Heston, que também fez o papel de Thomas More.

## Sinopse
No século XVI, Henrique VIII quer se separar de sua primeira esposa para se casar com Ana Bolena. Mas ele não recebe a aprovação de Thomas More, um fervoroso católico que se tornou Lord Chanceler. Para não trair suas convicções, More renuncia, mas a sua importância é tão grande que, mesmo após a renúncia, o rei continua perseguindo-o.

## Elenco
- Paul Scofield.... Sir Thomas More
- Wendy Hiller.... Alice More
- Leo McKern.... Thomas Cromwell
- Robert Shaw.... Rei Henrique VIII
- Orson Welles.... Cardeal Wolsey
- Susannah York.... Margaret More
- Nigel Davenport.... Duque de Norfolk
- John Hurt.... Richard Rich
- Corin Redgrave.... William Roper
- Colin Blakely.... Matthew
- Vanessa Redgrave.... Ana Bolena

## Recepção
O filme foi um sucesso de bilheteria, fazendo US$ 28 350 000 apenas nos Estados Unidos, tornando-se a quinta maior bilheteria de 1966.

## Prêmios e indicações
| Premiação                | Categoria                                 | Recipiente     | Resultado                 |
| ------------------------ | ----------------------------------------- | -------------- | ------------------------- |
| Oscar 1967               | Melhor filme                              |                | Venceu                    |
| Oscar 1967               | Melhor diretor                            | Fred Zinnemann | Venceu                    |
| Oscar 1967               | Melhor ator                               | Paul Scofield  | Venceu                    |
| Oscar 1967               | Melhor roteiro adaptado                   | Robert Bolt    | Venceu                    |
| Oscar 1967               | Melhor fotografia                         |                | Venceu                    |
| Oscar 1967               | Melhor figurino                           |                | Venceu                    |
| Oscar 1967               | Melhor ator coadjuvante                   | Robert Shaw    | Indicado                  |
| Oscar 1967               | Melhor atriz coadjuvante                  | Wendy Hiller   | Indicado                  |
| Golden Globe Awards 1967 | Melhor filme - drama                      |                | Venceu                    |
| Golden Globe Awards 1967 | Melhor diretor                            | Fred Zinnemann | Venceu                    |
| Golden Globe Awards 1967 | Melhor ator - drama                       | Paul Scofield  | Venceu                    |
| Golden Globe Awards 1967 | Melhor roteiro                            | Robert Bolt    | Venceu                    |
| Golden Globe Awards 1967 | Melhor ator coadjuvante                   | Robert Shaw    | Indicado                  |
| BAFTA 1968               | Melhor filme                              |                | Venceu[carece de fontes?] |
| BAFTA 1968               | Melhor filme britânico                    |                | Venceu[carece de fontes?] |
| BAFTA 1968               | Melhor ator britânico                     | Paul Scofield  | Venceu[carece de fontes?] |
| BAFTA 1968               | Melhor roteiro britânico                  |                | Venceu[carece de fontes?] |
| BAFTA 1968               | Melhor fotografia colorida britânica      |                | Venceu[carece de fontes?] |
| BAFTA 1968               | Melhor direção de arte colorida britânica |                | Venceu[carece de fontes?] |
| BAFTA 1968               | Melhor figurino colorido britânico        |                | Venceu[carece de fontes?] |
| Festival de Moscou 1967  | Melhor ator                               | Paul Scofield  | Venceu[carece de fontes?] |